# 田島一成
田島 一成（たじま いっせい、1962年6月15日 - ）は、日本の政治家。滋賀県彦根市長（1期）。元衆議院議員（4期）。元立憲民主党滋賀県連代表。
環境副大臣（鳩山由紀夫内閣・菅直人内閣）、滋賀県議会議員（1期）、彦根市議会議員（2期）等を務めた。

## 来歴
滋賀県彦根市生まれ。彦根市立旭森小学校、彦根市立東中学校、滋賀県立彦根東高等学校、中央大学商学部会計学科卒業、同志社大学大学院総合政策科学研究科修士課程修了（修士論文は「日本社会におけるNPO（民間非営利組織）の現状と方向性―新たなセクターとしての役割と可能性の考察―」）。大学卒業後、竹中工務店勤務を経て、生家が経営する田島物産に入社。またアメリカ合衆国カールトン・カレッジに留学し、単位を取得した。
1991年4月、彦根市議会議員選挙に立候補し、当時最年少の28歳で初当選した。1995年の市議選でも再選され、2期8年務める。市議在職中は無所属で活動し、無会派議員団代表を務めた。1999年、滋賀県議会議員選挙に立候補し、当選。県議在職中は会派「県民ネットワーク」に所属。

### 中央政界入り
2001年、彦根市を含む滋賀2区選出の小西哲衆議院議員（自由民主党）の死去に伴う補欠選挙に、県議を辞職して立候補。滋賀2区は元々、新党さきがけから民主党に合流していた武村正義の地盤であったが、武村は2000年の第42回衆議院議員総選挙で落選後、健康上の理由から政界引退を表明しており、補選にも一旦は出馬の意欲を示したものの、最終的に立候補を断念した。補欠選挙には民主党公認で出馬したが、小西哲の弟である小西理に2万票超の差で敗れ、落選した。
2003年、第43回衆議院議員総選挙に民主党公認で滋賀2区から再び立候補し、前回敗れた小西を約4600票差で破って当選した（小西も比例復活）。2005年の第44回衆議院議員総選挙では自民党公認の藤井勇治、郵政民営化法案の採決で反対票を投じたため自民党の公認を得られず無所属で立候補した小西理らを破り、再選（藤井は比例復活）。2009年の第45回衆議院議員総選挙では、藤井に比例復活を許さぬ大差をつけ、3選。同年、鳩山由紀夫内閣で環境副大臣に任命され、菅直人内閣まで務める。
2012年の第46回衆議院議員総選挙では、滋賀1区から国替えした自民党元職の上野賢一郎に2万票弱の差で敗れ、比例復活もならず落選した。2014年の第47回衆議院議員総選挙では滋賀2区で再び上野に敗れたが、重複立候補していた比例近畿ブロックで復活して4選を果たし、2年ぶりに国政に復帰した。2015年1月の民主党代表選挙では、細野豪志の推薦人に名を連ねたが、細野は決選投票で岡田克也に敗れた。2017年10月3日に希望の党の公認申請について、第一次公認候補発表結果で希望の党の候補として滋賀2区から公認された。投開票の結果、三たび上野に敗れ、比例復活も出来ずに落選。
2018年10月17日に立憲民主党に入党した。同年12月17日に同党公認で第25回参議院議員通常選挙に滋賀県選挙区より立候補を検討する意向を明らかにした。その後候補者調整に応じ国民民主党が推す嘉田由紀子元滋賀県知事の支持を表明し、出馬の意向を取り下げた。
2020年10月11日、立憲民主党と国民民主党の合流新党「立憲民主党」の滋賀県連が発足。田島は代表に就任した。
2021年10月31日、第49回衆議院議員総選挙では上野と一騎打ちとなったが敗れ、比例復活もならず落選。
2022年2月19日、立憲民主党・国民民主党は同年夏の第26回参議院議員通常選挙滋賀県選挙区（改選数1）に田島を無所属の推薦候補として擁立することを発表した。これに伴い同日付で立憲民主党を離党した。同年7月の参院選・滋賀県選挙区には、無所属の田島のほか、自民党現職の小鑓隆史、日本共産党新人、参政党新人、NHK党新人の計5人が立候補。田島は次点で落選した。
2025年1月17日、同年4月27日投開票の彦根市長選挙に無所属で立候補する意向を表明した。
同年4月27日に行われた市長選挙で、現職の和田裕行を僅差で破り初当選を果たした。
※当日有権者数：89,077人 最終投票率：43.24%（前回比：4.6pts）
| 候補者名 | 年齢 | 所属党派 | 新旧別 | 得票数   | 得票率 | 推薦・支持 |
| -------- | ---- | -------- | ------ | -------- | ------ | ---------- |
| 田島一成 | 62   | 無所属   | 新     | 19,514票 | 51.11% |            |
| 和田裕行 | 54   | 無所属   | 現     | 18,669票 | 48.89% |            |

## 政策・主張

### 憲法
- 憲法改正について、2022年のNHKで「どちらとも言えない」と回答[23]。同年の毎日新聞社のアンケートで、選択肢以外の回答をした[24]。
- 9条改憲について、2022年の毎日新聞社のアンケートで「反対」と回答[24]。9条への自衛隊の明記について、2022年のNHKのアンケートで「反対」と回答[23]。
- 憲法を改正し緊急事態条項を設けることについて、2022年のNHKのアンケートで「どちらとも言えない」と回答[23]。

### 外交・安全保障
- 敵基地攻撃能力を持つことについて、2022年のNHKのアンケートで「どちらかと言えば反対」と回答[23]。同年の毎日新聞社のアンケートで「賛成」と回答[24]。
- 普天間基地の辺野古移設について、2022年の毎日新聞社のアンケートで「反対」と回答[24]。
- 非核三原則についてどう考えるかとの問いに対し、2022年のNHKのアンケートで「維持すべき」と回答[23]。
- ロシアは2022年2月24日、ウクライナへの全面的な軍事侵攻を開始した[25]。日本政府が行ったロシアに対する制裁措置についてどう考えるかとの問いに対し、2022年のNHKのアンケートで「さらに強めるべきだ」と回答[23]。同年の毎日新聞社のアンケートで「制裁をより強めるべきだ」と回答[24]。
- 2022年6月7日、政府は経済財政運営の指針「骨太方針」を閣議決定した。NATO加盟国が国防費の目標としている「GDP比2％以上」が例示され、防衛力を5年以内に抜本的に強化する方針が明記された[26]。「防衛費を今後どうしていくべきだと考えるか」との問いに対し、2022年のNHKのアンケートで「ある程度増やすべき」と回答[23]。

### ジェンダー
- 選択的夫婦別姓制度の導入について、2022年のNHKのアンケートで「賛成」と回答[23]。
- 同性婚を可能とする法改正について、2022年のNHKのアンケートで「賛成」と回答[23]。
- クオータ制の導入について、2022年のNHKのアンケートで「賛成」と回答[23]。

### その他
- アベノミクスについて、2022年の毎日新聞社のアンケートで「評価できず、見直すべきだ」と回答[24]。
- 「原子力発電への依存度を今後どうするべきか」との問題提起に対し、2022年のNHKのアンケートで「下げるべき」と回答[23]。
- 国会議員の被選挙権年齢の引き下げについて、2022年の毎日新聞社のアンケートで「賛成」と回答[24]。
- 「岸田文雄首相の政権運営をどの程度評価するか」との問いに対し、2022年のNHKのアンケートで「あまり評価しない」と回答[23]。
- 民主党生物多様性対策小委員会の座長を務め、生物多様性基本法案の作成に携わった[27]。同法案は2008年4月10日に衆議院に提出された後、自民・公明両党を交えた修正協議を経て、同年5月20日に衆議院環境委員会において全会一致で可決され、6月に公布・施行された。
- 彦根市議時代から、彦根市内の史跡であるスミス祈念堂の保存活動に取り組んでおり、NPO法人スミス会議の監事を務めている[28]。

## 人物
- 家族は両親、妻、2男[4]。
- 趣味は献血、家事全般、スキー、トライアスロン（アイアンマンジャパンインびわ湖では5回連続完走）、マラソン（視覚障害ランナーの伴走）、書道、茶道（石州流大老派西郷社中）、カロム。
- 自宅で3匹の犬、1匹の猫を飼う愛犬（猫）家である[4]。
- 名前（一成）の由来は「一念為せば成る」[5]。

## 所属団体・議員連盟
- 滋賀県トライアスロン協会（会長）
- 彦根市ビーチボール協会（会長）

## 選挙歴
| 当落 | 選挙                     | 執行日         | 年齢 | 選挙区       | 政党       | 得票数     | 得票率 | 定数 | 得票順位 /候補者数 | 政党内比例順位 /政党当選者数 |
| ---- | ------------------------ | -------------- | ---- | ------------ | ---------- | ---------- | ------ | ---- | ------------------ | ---------------------------- |
| 当   | 1991年彦根市議会議員選挙 | 1991年4月7日   | 28   |              | 無所属     | ーー票     | ーー   |      | /                  | /                            |
| 当   | 1995年彦根市議会議員選挙 | 1995年4月9日   | 32   | ーー         | 無所属     | ーー票     | ーー   |      | /                  | /                            |
| 当   | 1999年滋賀県議会議員選挙 | 1999年4月11日  | 36   | 彦根市選挙区 | 無所属     | 9435票     | ーー   | 4    | 1/5                | /                            |
| 落   | 第42回衆議院議員補欠選挙 | 2001年10月28日 | 39   | 滋賀県第2区  | 民主党     | 7万6154票  | 39.77% | 1    | 2/3                | /                            |
| 当   | 第43回衆議院議員総選挙   | 2003年11月09日 | 41   | 滋賀県第2区  | 民主党     | 6万9620票  | 44.86% | 1    | 1/4                | /                            |
| 当   | 第44回衆議院議員総選挙   | 2005年09月11日 | 43   | 滋賀県第2区  | 民主党     | 6万7481票  | 38.48% | 1    | 1/4                | /                            |
| 当   | 第45回衆議院議員総選挙   | 2009年08月30日 | 47   | 滋賀県第2区  | 民主党     | 10万9885票 | 61.03% | 1    | 1/3                | /                            |
| 落   | 第46回衆議院議員総選挙   | 2012年12月16日 | 50   | 滋賀県第2区  | 民主党     | 4万8924票  | 31.53% | 1    | 2/4                | 6/3                          |
| 比当 | 第47回衆議院議員総選挙   | 2014年12月14日 | 52   | 滋賀県第2区  | 民主党     | 5万4095票  | 40.56% | 1    | 2/3                | 3/4                          |
| 落   | 第48回衆議院議員総選挙   | 2017年10月22日 | 55   | 滋賀県第2区  | 希望の党   | 5万8718票  | 40.20% | 1    | 2/4                | 8/3                          |
| 落   | 第49回衆議院議員総選挙   | 2021年10月31日 | 59   | 滋賀県第2区  | 立憲民主党 | 6万4119票  | 43.43% | 1    | 1/2                | 5/3                          |
| 落   | 第26回参議院議員通常選挙 | 2022年07月10日 | 60   | 滋賀県選挙区 | 無所属     | 19万700票  | 31.24% | 1    | 2/5                | /                            |
| 当   | 2025年彦根市長選挙       | 2025年4月27日  | 62   | ーー         | 無所属     | 1万9514票  | 51.11% | 1    | 1/2                | /                            |